# Analyta beaulaincourti
Analyta beaulaincourti là một loài bướm đêm trong họ Crambidae.